# 19 Korpus Pancerny (ZSRR)
19 Perekopski Korpus Pancerny odznaczony Orderem Czerwonego Sztandaru (ros. 19-й танковый Перекопский Краснознамённый корпус) – jednostka pancerna Armii Czerwonej z okresu II wojny światowej.
19 Korpus Pancerny sformowany został 23 grudnia 1942. Jego organizację powierzono płk Nikołajowi Juplinowi, a dowództwo gen. mjr Stiepanowi Wierszkowiczowi.
W czasie gdy dowodził nim Iwan Wasiljew podporządkowany był Frontowi Centralnemu, następnie pełnił rolę odwodu Naczelnego Dowództwa Armii Czerwonej.
Rozkazem z 10 czerwca 1945 został przeformowany na 19 Dywizję Pancerną.

## Dowództwo korpusu
Dowódcy:
- ppłk Stiepan Wierszkowicz,
- gen. por. Iwan Wasiliew,
- płk Michał Szirobokow,
- gen. por. Iwan Wasiliew[5],
- płk Iwan Pocielujew,
- gen. por. Iwan Wasiljew (00.05.1944 – 00.07.1945)[6].

Szefowie sztabu:
- ppłk Stiepan Wierszkowicz (24.12.1942 – 20.05.1943),
- gen. mjr Piotr Kaliniczenko (07.06.1943 – 00.04.1944),
- płk Iwan Szawrow (20.05.1943 – 00.05.1945)[6].

## Struktura organizacyjna
- 79 Brygada Pancerna
- 101 Brygada Pancerna
- 202 Brygada Pancerna
- 26 Brygada Piechoty Zmotoryzowanej[6].